# 峭壁霸鹟
峭壁霸鹟（学名：Hirundinea ferruginea），是雀形目霸鹟科的一种鸟类，属于单型的峭壁霸鹟属（学名：Hirundinea）。
峭壁霸鹟体重约30.6克，翼长约10.86厘米，喙宽度约8.2毫米，喙厚度约5毫米，嘴峰长约20.9毫米，跗蹠长约14毫米，尾长约75.2毫米。
峭壁霸鹟具有部分的迁徙性，栖息在岩石环境，它们是食肉动物，主要以昆虫、蜘蛛等陆生无脊椎动物为食。

## 亚种
- Hirundinea ferruginea sclateri，分布在哥伦比亚、委内瑞拉西部和秘鲁东部。
- Hirundinea ferruginea ferruginea，分布在哥伦比亚极东部至委内瑞拉东南部、圭亚那和巴西西北部。
- Hirundinea ferruginea pallidior，分布在玻利维亚北部和东部、巴拉圭西部和阿根廷西北部。
- Hirundinea ferruginea bellicosa，分布在巴西南部和东部至巴拉圭东部、乌拉圭和阿根廷东北部。[4]